# Kiosque à musique de Nalinnes
Le kiosque à musique de Nalinnes est un kiosque à musique construit en 1907 sur la place du centre à Nalinnes en Belgique.

## Histoire

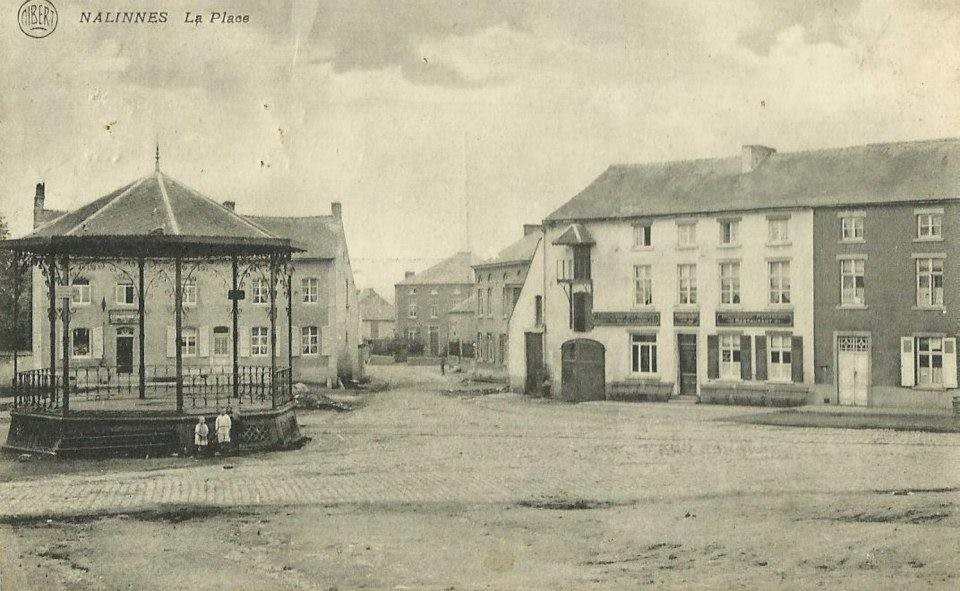
Vue du Kiosque et de la place en 1919

En 1907, un groupe de commerçants du village de Nalinnes-Centre, dirigé par Alfred Bosseaux, souhaite l'édification d'un kiosque sur la place du centre. Le 30 juillet 1907, la construction est confiée à Arthur Baret et Eugène Duchateau, deux artisans de la région. Ils sont payés 2 050 francs belges pour les travaux, qui prennent fin le 28 septembre 1907.
En 1925, la base du kiosque et son plancher en bois sont dégradés, la décision est alors prise par le bourgmestre de l'époque de rénover l'édifice. Le socle de ce dernier est reconstruit en béton, seul l'escalier reste de bois jusqu'en 1936. Date à laquelle un escalier fut construit en briques. En 1997, un nouvel escalier le remplace.

## Anecdote
Un café présent sur la place du centre, à côté de la cure, construit après la Seconde Guerre mondiale en lieu et place de l'auberge du "Gros Caillou", détruite par les bombardements, prendra le nom "Le Kiosque", en référence à celui-ci.